# Hörtlanerspitze
Die Hörtlanerspitze (auch Hörtlaner Spitze und Hörtlahner Spitze) ist ein 2660 m s.l.m. hoher Gipfel im östlichen Hauptkamm der Sarntaler Alpen, nördlich der Flaggerscharte (2436 m) und südwestlich des Tagewaldhorns (2708 m). Als Angelpunkt des Ostkammes zweigt von ihm der bedeutendste Seitenkamm, Sarner Mittelkamm oder Gentersbergkamm genannt, westlich ab. Am Fuße der Hörtlanerspitze liegt die Flaggerschartenhütte am Flaggersee. Obwohl die Umgebung häufig besucht wird, wird dieser Gipfel bergsteigerisch nur selten, im Zuge einer Skitour gelegentlich erstiegen. Umrahmt wird die Erhebung vom Tramintal im Norden, dem Flaggertal im Osten und dem Durnholzer Tal im Südwesten. Dabei liegt sie auf den Gemeindegebieten von Vahrn und Sarntal. Den Gipfel ziert ein Kreuz mit Gipfelbuch.

## Anstiege
Alle Anstiege zur Hörtlanerspitze sind weglos und erfordern gewisse alpine Erfahrung. Der kürzeste Anstieg von der Flaggerschartenhütte über den ausgesetzten Nordostgrat beansprucht eine Stunde, wobei ein Felswall unweit des Gipfels mithilfe eines Bandes zu überwinden ist (I). Gelegentlich benützt werden der Gratübergang von der Mutnelle (2659 m) sowie der mühsame Anstieg aus dem Tramintal durch die Nordflanke und anschließend über den dadurch zu gewinnenden Nordwestgrat (gut drei Stunden von Asten im Sarntal). Letzterer gilt insbesondere als Winteranstieg.